# Frelichów
Frelichów (ursprünglich Frelich, deutsch Fröhlichhof) ist eine Ortschaft mit einem Schulzenamt der Gemeinde Chybie im Powiat Cieszyński der Woiwodschaft Schlesien, Polen.

## Geographie
Frelichów liegt im Auschwitzer Becken (Kotlina Oświęcimska), etwa 20 km nordwestlich von Bielsko-Biała und 40 km südlich von Katowice im Powiat (Kreis) Cieszyn.
Das Dorf hat eine Fläche von 294 ha (9,2 % der Landgemeinde).
Nachbarorte sind die Stadt Zarzecze im Nordosten, Chybie im Südosten, Zabłocie im Westen, Wisła Mała im Norden.

## Geschichte
Das Dorf liegt im Olsagebiet (auch Teschner Schlesien, polnisch Śląsk Cieszyński).
Circa 1698 wurde dort ein Vorwerk Fröhlichhof von der Teschener Kammer gegründet. Der Name Frelichów ist polonisiert.
Politisch gehörte das Dorf zum Herzogtum Teschen, unter der Lehnsherrschaft des Königreichs Böhmen in der Habsburgermonarchie.
Nach der Aufhebung der Patrimonialherrschaften bildete es ab 1850 eine Gemeinde in Österreichisch-Schlesien, Bezirk Bielitz und Gerichtsbezirk Schwarzwasser. In den Jahren 1880 bis 1910 stieg die Einwohnerzahl von 258 im Jahr 1880 auf 294 im Jahr 1910; es waren überwiegend polnischsprachige (zwischen 89,1 % im Jahr 1900 und 96,5 % im Jahr 1880), deutschsprachige (31 oder 10,6 % im Jahr 1900). Im Jahr 1910 waren 90,8 % römisch-katholisch, 6,1 % evangelisch, und es gab neun (3,1 %) Juden.
1920, nach dem Zusammenbruch der k.u.k. Monarchie und dem Ende des Polnisch-Tschechoslowakischen Grenzkriegs, kam Frelichów zu Polen. Unterbrochen wurde dies nur durch die Besetzung Polens durch die Wehrmacht im Zweiten Weltkrieg.
Von 1975 bis 1998 gehörte Frelichów zur Woiwodschaft Bielsko-Biała.